# Alla träd har samma rot
Alla träd har samma rot är den svenska musikgruppen Stenblommas första och enda studioalbum, utgivet på skivbolaget Silence Records 1973. På skivan medverkar bandet Träd, Gräs och Stenar som studiomusiker.

## Låtlista
A
1. "Glädjens blomster" – 3:07
2. "Kungen" – 4:11
3. "Att ta och att ge" – 3:57
4. "Åh pappa....ormarna ringlar" – 4:00
5. "Kvällen är här" – 3:29

B
1. "Min egen väg" – 5:52
2. "Skeppet" – 9:26
3. "Christiania" – 6:08

## Medverkande
- Torbjörn Abelli – bas
- Helene Bohman – akustisk gitarr, sång
- Thomas Gartz – trummor, fiol
- Gregory Johnsson-King – gitarr
- Lave Lindholm – bas
- Johan Runeberg – flöjt, gitarr
- Jakob Sjöholm – gitarr
- Timo Toiviainen – bongos, tablas, congas

### Fotnoter
1. ↑  ”Alla träd har samma rot”. Progg.se. Arkiverad från originalet den 18 augusti 2010. https://web.archive.org/web/20100818213809/http://www.progg.se/band.asp?ID=179&skiva=250. Läst 12 januari 2013.